# Francisco Mendes

Francisco Mendes (1973)

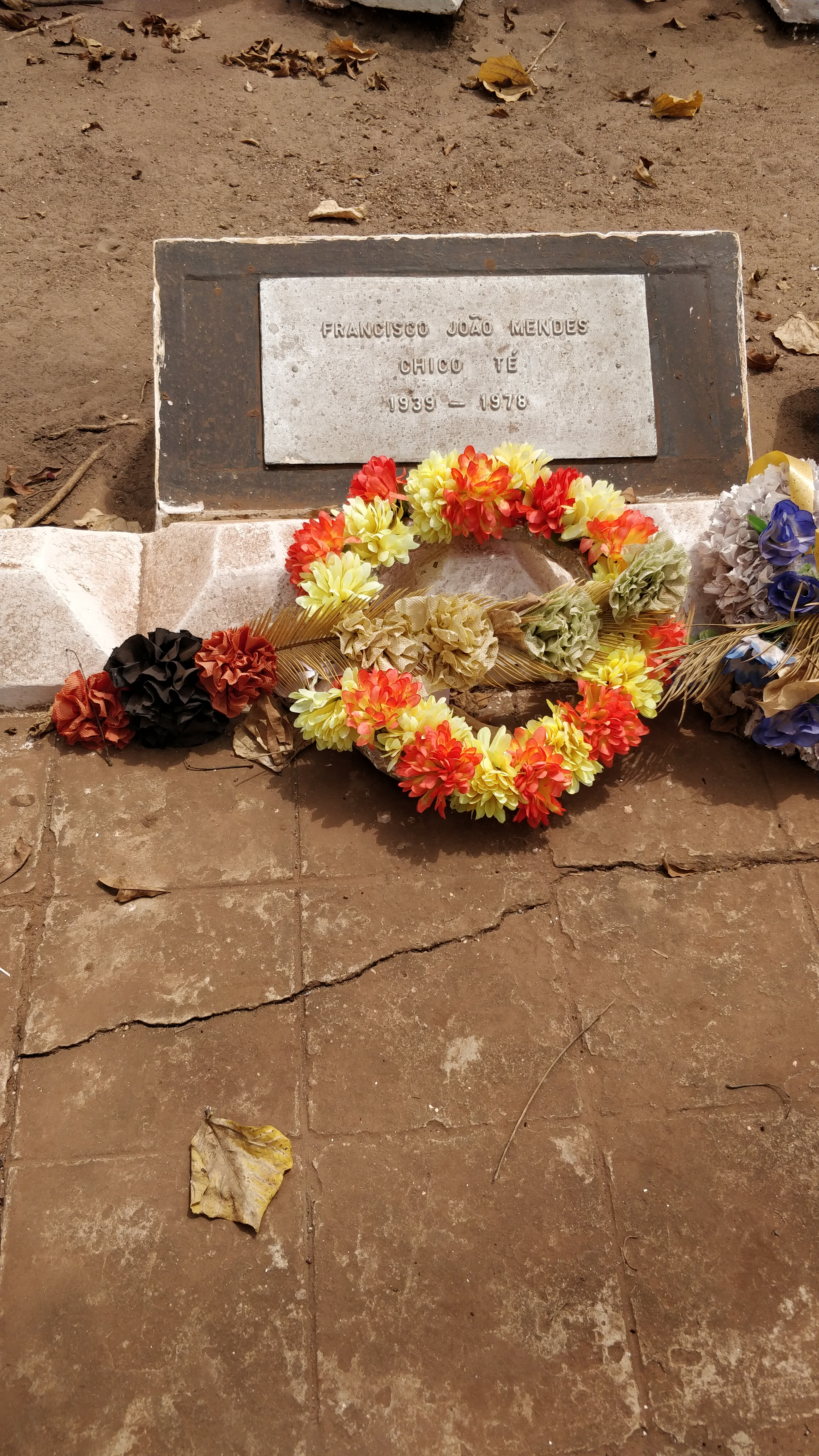
Grab für Francisco Mendes am Denkmal für die Heldinnen und Helden in Bissau

Francisco João Mendes, genannt Chico Té oder Tchico Té (* 7. Februar 1939 in Enxude, Portugiesisch-Guinea; † 7. Juli 1978 bei Bafatá, Guinea-Bissau) war ein guinea-bissauischer Widerstandskämpfer und hoher Funktionär der PAIGC. Von 1973 bis 1978 hatte Mendes das Amt des Premierministers von Guinea-Bissau inne.

## Leben
Francisco Mendes wurde am 7. Februar 1939 im kleinen Ort Enxude in der südlichen Region Quinara in der damaligen portugiesischen Kolonie Guinea geboren. 1960 schloss sich Mendes der Widerstands- und Unabhängigkeitsbewegung PAIGC an. Gemeinsam mit neun anderen guinea-bissauischen Widerstandskämpfern (unter anderem Osvaldo Vieira, Domingos Ramos, Constantino Teixeira etc.) schickte die PAIGC-Führung Mendes 1961 zu einem Militärtraining an der Militärakademie Nanjing in der Volksrepublik China. Nach seiner Rückkehr war Mendes für die Mobilisierung der Bevölkerung um Bafatá zuständig, 1964 bestimmte die PAIGC-Führung Mendes zum führenden Leiter der Nordfront.
Während des ersten Parteitags der PAIGC in Cassacá im Jahr 1964, wählten die Delegierten Mendes zum Mitglied des Politbüros der Bewegung. Ein Jahr später, wurde er zum Mitglied des Kriegsrats (Conselho da Guerra) ernannt, und war unter anderem für Militärlogistik verantwortlich. 1972 wurde er zum Mitglied des Kampf-Exekutivkomitees (Comité Executivo da Luta) bestimmt.
Nach der einseitigen Unabhängigkeitserklärung Guinea-Bissaus am 24. September 1973 wurde Mendes erster Premierminister des Landes mit dem Titel Comissário Principal (Erster Kommissar).
Francisco Mendes starb am 7. Juli 1978 bei einem Autounfall in der Nähe von Bafatá. Francisco Mendes gehört zu den von der PAIGC benannten und glorifizierten Heldinnen und Helden. Im Hauptquartier der guinea-bissauischen Armee (Fort Amura) in der Hauptstadt Bissau befindet sich ein Denkmal für 10 guinea-bissauische Heldinnen und Helden, auch Mendes wird dort namentlich gedacht. Des Weiteren wurde der frühere, mittlerweile stillgelegte Flughafen von Praia (Kapverden) nach Francisco Mendes benannt.